# Hemistola parallelaria
Hemistola parallelaria är en fjärilsart som beskrevs av John Henry Leech 1897. Hemistola parallelaria ingår i släktet Hemistola och familjen mätare. Inga underarter finns listade i Catalogue of Life.